# I Just Can’t Stop Loving You
Az I Just Can’t Stop Loving You Michael Jackson amerikai énekes első kislemeze Bad című albumáról. A dal duett Siedah Garrett amerikai énekesnővel. Több énekesnő neve is felmerült duettpartnerként – Barbra Streisand, Whitney Houston, Aretha Franklin és Agnetha Fältskog –, de mindannyiuknak más elfoglaltságai voltak. Így esett a választás Garrettre, aki az album egy másik dalának, a Man in the Mirrornak a szerzője volt. Fred Bronson The Billboard Book of Number One Hits (1984) című könyvében Garrett elmondja, hogy a felvétel napjáig nem is tudta, hogy ő fogja énekelni a dalt.
Ez a dal lett az első a Bad album öt Billboard Hot 100 listavezető dala közül; az első helyet érte el a Billboard R&B és adult contemporary slágerlistáján is. Utóbbin ez volt Jackson második listavezető dala (az első is egy duett volt, az 1982-ben megjelent, Paul McCartneyval közös The Girl Is Mine.) Garrettnek ez volt az első nagy slágere az 1984-ben megjelent, Dennis Edwardsszal együtt énekelt Don’t Look Any Further óta.
Az eredeti albumváltozaton Jackson egy bevezető szöveggel kezdte a dalt; ezt a intrót az album későbbi kiadásain kihagyták, így a dal rövidebb lett. Videóklip nem készült a dalhoz.

## Megjelentetése és fogadtatása
Az I Just Can’t Stop Loving You Jackson Bad című albumának első kislemezeként jelent meg, és 1987. augusztus 8-án az amerikai Billboard Hot 100 slágerlista 37. helyén nyitott, 1987 kislemezei közül a legmagasabb helyen. A listán töltött második hetén a 16., a hetedik héten, szeptember 19-én az 1. helyre került. Mivel azonban az album címadó dala, a Bad elég gyorsan követte (aznap került fel a slágerlista 40. helyére, amikor az I Just Can’t Stop Loving You az elsőre), a duett nem sokáig maradt a listán – az első helyre kerülése után öt héttel már kikerült a top 40-ből, ahol összesen 11 hetet töltött. A Billboard az 1987 év végi listáján a 43. helyre sorolta.
A dal három hetet töltött a Billboard Adult Contemporary slágerlistáján, Michael Jackson kislemezei közül a másodikként és utolsóként (bár a megjelent Man in the Mirror közel került az első helyhez, a 2. helyet érte el 1988-ban). A brit slágerlistán augusztus 11-én érte el az első helyet, az év kislemezei közül a 30. legsikeresebb lett.
Moonwalk című könyvében Jackson elmondta, hogy a dal írásakor nem gondolt egy konkrét személyre, de amikor élőben előadta, akkor igen.

## Fellépések
Jackson a Bad turnén háttérénekesével, Sheryl Crowval, a turnén pedig Siedah Garrett-tel adta elő a dalt. Mikor a HIStory turné keretén belül fellépett a brunei szultán előtt, Marva Hicksszel adta elő. A 2009-re tervezett This Is It koncertsorozaton Judith Hill-lel együtt énekelte volna, a koncertekre azonban nem került sor Jackson váratlan halála miatt. A dal szerepelt a Michael Jackson’s This Is It filmben. Judith Hill írt egy „folytatást” a dalhoz I Will Always Be Missing You („Mindig hiányozni fogsz”) címmel Jackson emlékére.

## Feldolgozások
- 2001-ben Gloria Estefan és James Ingram adta elő a dalt a Michael Jackson: 30th Anniversary Special műsor keretében, ami Jackson 30 éves karrierjét ünnepelte.
- 2002-ben Chuck Loeb dzsesszgitáros dolgozta fel My Shining Hour című albumán.[3]

## Változatok
1. I Just Can’t Stop Loving You (Album Version) – 4:25
2. I Just Can’t Stop Loving You (7" Version) – 4:11
  - A Bad későbbi kiadásain erre a változatra cserélték le az eredetit
3. Todo mi amor eres tú (spanyol változat) – 4:06
4. Je ne veux pas la fin de nous (francia változat) – 4:06

## Slágerlista
| Slágerlista (1987–2012)                | Legjobb helyezés |
| -------------------------------------- | ---------------- |
| Australian (Kent Music Report)         | 10               |
| Austrian Singles Chart                 | 5                |
| Belgian Singles Chart                  | 1                |
| Canadian RPM Adult Contemporary        | 1                |
| Canadian RPM Top Singles               | 2                |
| Canadian Physical Singles Sales Chart  | 1                |
| Franciaország (Single Top 100)         | 12               |
| Németország (Media Control Charts)     | 2                |
| Hungarian Singles Chart                | 6                |
| Ír slágerlista                         | 1                |
| Italy (FIMI)                           | 2                |
| Japan Hot 100                          | 94               |
| Japan Oricon Singles Chart             | 39               |
| Hollandia (Top 40)                     | 1                |
| Új-Zéland (Recorded Music NZ)          | 3                |
| Norway Singles Chart                   | 1                |
| South African Chart                    | 7                |
| Spanish Singles Chart                  | 5                |
| Spanish Physical Singles Chart         | 1                |
| Swedish Singles Chart                  | 4                |
| Svájc (Schweizer Hitparade)            | 2                |
| UK (Official Charts Company)           | 1                |
| U.S. Billboard Hot 100                 | 1                |
| U.S. Billboard Hot Adult Contemporary  | 1                |
| U.S. Billboard Hot R&B/Hip-Hop Singles | 1                |
| U.S. Billboard Hot Latin Tracks*       | 11               |
| US Billboard Hot Singles Sales Chart   | 1                |
| Zimbabwean Singles Chart               | 1                |

| Slágerlista (1987)           | Helyezés |
| ---------------------------- | -------- |
| Ausztria (Ö3 Austria Top 40) | 59       |
| Hollandia (Single Top 100)   | 75       |
| New Zealand                  | 29       |
| Svájc (Schweizer Hitparade)  | 40       |
| UK                           | 30       |

| Slágerlista (2009)             | Helyezés |
| ------------------------------ | -------- |
| UK (Official Charts Company)   | 78       |
| Slágerlista (2012)             | Helyezés |
| Franciaország (Single Top 100) | 64       |

## Eladási adatok és minősítések
| Ország                          | Minősítés | Elkelt példányszám |
| ------------------------------- | --------- | ------------------ |
| Új-Zéland (RMNZ)                | arany     | 10.000             |
| Egyesült Királyság (BPI)        | ezüst     | 464.000            |
| Amerikai Egyesült Államok (BPI) | arany     | 1.000.000          |

## Közreműködők
- Michael Jackson: zeneszerző, szövegíró, producer, ének
- Siedah Garrett: ének
- Quincy Jones: producer, elrendezés
- Nathan East: basszusgitár
- N'dugu Chancler: dobok
- Dann Huff: gitár
- Paulinho Da Costa: ütősök
- John Barnes: zongora
- Christopher Currell: Synclavier
- David Paich, Greg Phillinganes: szintetizátorok
- Steve Porcaro: szintetizátorprogram

## 2012-es kiadás
2012. június 5-én a Bad album megjelenésének 25. évfordulója megünnepléseként a kislemez újra megjelent. A kislemezen a dal eredeti, 1987-es változata szerepel, a beszélt intróval, valamint bónuszdalként egy korábban kiadatlan demó, az 1986-ban felvett Don’t Be Messin’ ‘Round.
A Billboard Hot Singles Sales Chart slágerlistáján, amelyen a fizikai formátumban megjelent kislemezek szerepelnek, a dal az első helyen nyitott, az első héten elkelt 5000 példánnyal. Ezzel ez lett Jackson első listavezető dala bármelyik Billboard listán 2003 óta, mikor a One More Chance három hétig vezette a Hot R&B/Hip Hop Singles Sales Chart slágerlistát. Az Egyesült Államokban a kislemez 7" formátumban is megjelent, 2012. június 26-án.

### Dallista
CD kislemez (világszerte; 88725414922)
1. I Just Can’t Stop Loving You (Album Version) – 4:23
2. Don’t Be Messin’ ‘Round (Demo) – 4:19

7" kislemez (USA)
1. I Just Can’t Stop Loving You (with spoken intro) – 4:25
2. Baby Be Mine – 4:20

### Megjelenési dátumok
| Ország             | Dátum            | Formátum    |
| ------------------ | ---------------- | ----------- |
| Németország        | 2012. június 1.  | CD kislemez |
| Franciaország      | 2012. június 4.  | CD kislemez |
| Japán              | 2012. június 6.  | CD kislemez |
| Egyesült Királyság | 2012. június 12. | CD kislemez |
| Egyesült Államok   | 2012. június 5.  | CD kislemez |
| Egyesült Államok   | 2012. június 26. | 7" kislemez |